# Афанасиха
Афанасиха (рос. Афанасиха) — присілок в Краснобаковському районі Нижньогородської області Російської Федерації.
Населення становить 137 осіб. Входить до складу муніципального утворення Чащихинська сільрада.

## Історія
Від 2009 року входить до складу муніципального утворення Чащихинська сільрада.

## Населення
| 2002 | 2010 |
| ---- | ---- |
| 187  | ↘137 |